# زابلاچه (شاباتس)
زابلاچه (به صربی: Zablaće) یک منطقهٔ مسکونی در صربستان است که در شاباتس واقع شده‌است. زابلاچه ۶۷۴ نفر جمعیت دارد.